# Đèo Sài Hồ
Đèo Sài Hồ là đèo trên quốc lộ 1 cũ ở vùng giáp ranh huyện Chi Lăng và huyện Cao Lộc tỉnh Lạng Sơn, Việt Nam .
Đèo Sài Hồ dài 7 km, cao 362 m.

## Vị trí
Đèo Sài Hồ trên quốc lộ 1 cũ ở vùng ranh giới xã Bắc Thủy huyện Chi Lăng và xã Tân Thành huyện Cao Lộc. Đỉnh đèo ở gần bản Sầy Hồ xã Tân Thành, và được gọi tên theo bản này.
Quốc lộ 1 đoạn từ thị trấn Đồng Mỏ đến thành phố Lạng Sơn được mở mới. Đoạn đường cũ từng được gọi là "Quốc lộ 1C" . Trên Google Maps được biên tập là đường tỉnh 234B. Hiện nay đường trở thành hoang phế chỉ phục vụ giao thông liên huyện..